# Народно читалище „Пробуда – 1922“
Народно читалище „Пробуда – 1922“ е читалище в село Старо Оряхово, община Долни чифлик, област Варна.
То е създадено през 1922 г. от будни родолюбиви жители на селото. Читалището е единствената културна институция в населеното място.